# Czernin von und zu Chudenitz

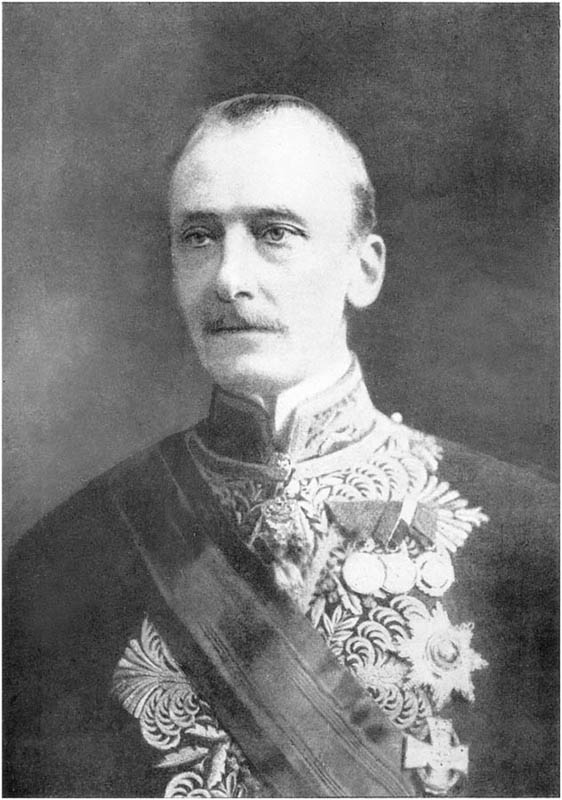
Ottokar Graf Czernin von und zu Chudenitz, minister van Buitenlandse Zaken van Oostenrijk-Hongarije in 1917

Het geslacht Czernin von und zu Chudenitz (Tsjechisch: Černínové z Chudenic), is het oudste adellijke geslacht uit de Bohemen (Tsjechië). Leden van dit geslacht speelden een belangrijke rol in de geschiedenis van de Bohemen en Oostenrijk.

## Geschiedenis
Het geslacht Czernin stamt uit de clan Drslavice, welke clan meerdere Boheemse families heeft voortgebracht. Stamvader is Drslav I "Zdislav" († ca. 1167) die uit het dorp Chudenitz (bij Klattau) woonde en wiens zoon de voornaam Černín voerde. Meerdere nakomelingen voerden deze voornaam welke uiteindelijk deel ging vormen van de geslachtsnaam. Drslav, die in de tweede helft van de vijftiende eeuw leefde, voerde als eerste de naam Černínové z Chudenic (Czernin zu Chudenitz).
Op 18 mei 1607 werd het geslacht in de rijksvrijherenstand opgenomen met de titel Reichsfreiherr von Chudenitz.
Johann von Czernin werd in 1621 tezamen met andere Boheemse edelen in Praag opgehangen in opdracht van generaal Wallenstein, de overwinnaar van de Slag op de Witte Berg (8 november 1620). In korte tijd wisten de Czernins zich echter te herstellen en op 15 maart 1623 werd het geslacht opgenomen in de rijksgravenstand opgenomen en sedertdien zijn de leden van het geslacht gemachtigd de titel (Reichs)graf Czernin von und zu Chudenitz te voeren. In 1716 kreeg Franz Josef Graf Czernin von und zu Chudeniz (1696-1733) van de keizer toestemming zichzelf - overgaande op eerstgeboren nakomelingen - Regierder des Hauses Neuhaus und Chudenitz te noemen.
Tegenwoordig woont het grootste deel van het geslacht Czernin in Tsjechië en Oostenrijk.

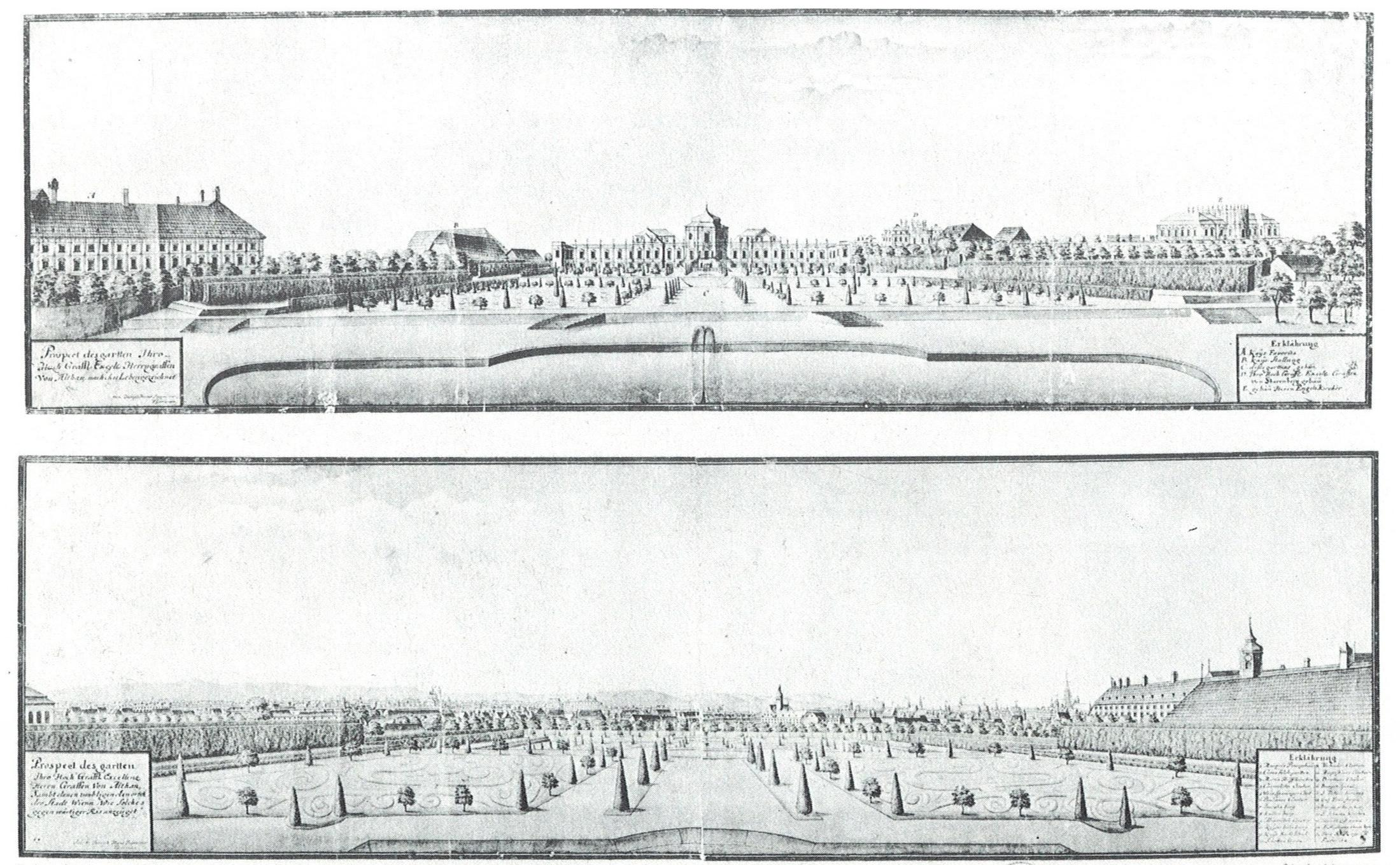
Het Paleis Czernin-Althan in 1720, gelegen in Wieden in het centrum van Wenen. Dit paleis werd in 1697 door Reichsgraf Thomas Zacharias Czernin von und zu Chudenitz gebouwd

## Legende
Volgens een legende had omstreeks het jaar 1000 na Christus de koning van de Bohemen een ernstig conflict met een Boheemse edelman. Hij liet het kasteel van de edelman bestormen en liet de edelman en zijn hele familie uitmoordden. Een baby was echter door een diensmeisje in veiligheid gebracht en werd door haar in een ketel in de keuken verstopt. Toen het gevaar geweken was werd de baby uit de ketel gehaald. De bevolking uit de omgeving was zo dankbaar dat de kleine baby het had overleefd en dankte God voor dit wonder. De baby kreeg als bijnaam Czernin, wat "zwart" in het Tsjechisch betekent. De baby was namelijk helemaal zwart geworden door zijn verblijf in de ketel.

## Bekende leden van het geslacht Czernin
- Maria Carolina Borromei Tecla Walburga Czernin von Chudenicz: moeder van bisschop Rudolph Franz von Thysebaert.
- Johann Graf Czernin von und zu Chudenitz (ca. 1565-†1621), Tsjechisch edelman, gedood op last van generaal Wallenstein
- Theobald Josef Maria Ottokar Otto Maria Graf Czernin von und zu Chudenitz (1871-1931), kamerheer van keizer Frans Jozef I van Oostenrijk, tr. Wenen 31 augustus 1903 Maria Anna Gräfin Kinsky von Wchinitz und Tettau (1885-1952)
- Ottokar Theobald Otto Maria Graf Czernin von und zu Chudenitz (1872-1932), broer van voorgaande, k. u. k. ambassadeur te Boekarest (1913-1916), minister van Buitenlandse Zaken van Oostenrijk-Hongarije (1917-1918), tr. Heřmanův Městec 1 juli 1897 Maria Klotilda Gräfin Kinsky von Wchinitz und Tettau (1878-1945)[4]
- Otto Rudolf Theobald Maria Graf Czernin von und zu Chudenitz (1875-1962), broer van de twee voorgaanden, diplomaat, tr. 1) Londen the Hon. Lucy Katherine Beckett (1884-1979) (echtsch. 1916), tr. 2) Bratislava Maria Lisa Pfeiffer (1899-1983)
- Jaromir Czernin (1908-1966), eigenaar (en verkoper) van het zeker sinds 1813 in de familie zich bevindende schilderij De schilderkunst van Johannes Vermeer
- Hubertus Czernin (1956-2006), journalist, tr. 1) Wenen 29 augustus 1979 Christina Teresa Gräfin Szapáry de Muraszombath (*1958) (echtsch. 1981), tr. 2) 17 september 1984 Valerie Freïn Baratta-Dragono (*1961)

## Verwijzingen
1. ↑  Drslavici
2. ↑  idem
3. ↑  Ottokar Theobald Otto Maria Graf Czernin von und zu Chudenitz
4. ↑  Zuster van de vrouw van zijn oudere broer